# Tom Tauke
Tom Tauke właściwie Thomas Joseph Tauke (ur. 11 października 1950 w Dubuque) – amerykański polityk, członek Partii Republikańskiej.

## Działalność polityczna
Od 1975 do 1978 zasiadał w Izbie Reprezentantów Iowy. W okresie od 3 stycznia 1979 do 3 stycznia 1991 przez sześć kadencji był przedstawicielem 2. okręgu wyborczego w stanie Iowa w Izbie Reprezentantów Stanów Zjednoczonych.